# 나라별 코로나19 범유행
이 문서에서는 코로나19 범유행의 나라별 유행 양상에 관한 ‭통계와 현황에 대해 서술한다.
SARS-CoV-2 바이러스에 의한 코로나바이러스감염증-19 (코로나19)의 최초 확진 사례는 2019년 12월 중화인민공화국 후베이성 우한시에서 처음 발생하였다. 가장 최근에는 2020년 12월 25일 남극에서 최초 확진자 보고사례가 이뤄졌다.

## 통계

### 총 확진자수와 사망자수
2022년 1월 20일 UTC10:56 기준, 코로나19 범유행으로 인한 전세계 확진자수는 342,607,255명이며, 사망자수는 5,593,484명이다. 선상 감염사례는 29건으로 집계되어 있다.

기준 전세계 코로나 확진자수 현황도
10만명 이상
10000명-99999명
1000-9999명
100-999명
10-99명
10‭명 미만
자료 없음

로그 차트에 나타낸 각 나라별 확진자 발생 흐름 (11월 초 기준)

| 나라별 코로나19 범유행 | 나라별 코로나19 범유행             | 나라별 코로나19 범유행 | 나라별 코로나19 범유행 | 나라별 코로나19 범유행 | 나라별 코로나19 범유행 |
| 국가 및 지역 | 국가 및 지역                       | 확진자                 | 사망자                 | 완치자                 | 출처                   |
| | 전세계                             | 191,502,683            | 4,117,526              | 125,817,013            | 출처                   |
| --- | ---------------------------------- | ---------------------- | ---------------------- | ---------------------- | ---------------------- |
| 미국 | 미국                               | 34,199,597             | 614,815                | –                      | [ 6 ]                  |
| 인도 | 인도                               | 31,174,322             | 414,482                | 30,353,710             | [ 7 ]                  |
| 브라질 | 브라질                             | 19,419,437             | 544,180                | 18,124,621             | [ 8 ]                  |
| 러시아 | 러시아                             | 6,006,536              | 149,922                | 5,382,213              | [ 5 ]                  |
| 프랑스 | 프랑스                             | 5,890,062              | 111,554                | –                      | [ 5 ]                  |
| 튀르키예 | 튀르키예                           | 5,537,386              | 50,604                 | 5,390,739              | [ 5 ]                  |
| 영국 | 영국                               | 5,519,602              | 128,823                | –                      | [ 9 ]                  |
| 아르헨티나 | 아르헨티나                         | 4,749,443              | 101,434                | 4,379,169              | [ 5 ]                  |
| 콜롬비아 | 콜롬비아                           | 4,655,921              | 116,753                | 4,408,026              | [ 5 ]                  |
| 이탈리아 | 이탈리아                           | 4,293,083              | 127,884                | 4,115,889              | [ 5 ]                  |
| 스페인 | 스페인                             | 4,189,136              | 81,148                 | –                      | [ 5 ]                  |
| 독일 | 독일                               | 3,768,486              | 91,938                 | 3,640,908              | [ 5 ]                  |
| 이란 | 이란                               | 3,576,148              | 87,624                 | 3,168,834              | [ 5 ]                  |
| 인도네시아 | 인도네시아                         | 2,950,058              | 76,200                 | 2,323,666              | [ 5 ]                  |
| 폴란드 | 폴란드                             | 2,881,594              | 75,219                 | 2,652,994              | [ 5 ]                  |
| 멕시코 | 멕시코                             | 2,664,444              | 236,469                | 2,095,953              | [ 5 ]                  |
| 남아프리카 공화국 | 남아프리카 공화국                  | 2,311,232              | 67,676                 | 2,085,119              | [ 5 ]                  |
| 우크라이나 | 우크라이나                         | 2,245,275              | 52,756                 | 2,181,925              | [ 5 ]                  |
| 페루 | 페루                               | 2,094,445              | 195,243                | 2,060,255              | [ 10 ]                 |
| 네덜란드 | 네덜란드                           | 1,814,143              | 17,783                 | –                      | [ 11 ]                 |
| 체코 | 체코                               | 1,671,372              | 30,341                 | 1,638,061              | [ 5 ]                  |
| 칠레 | 칠레                               | 1,601,858              | 34,569                 | 1,555,294              | [ 5 ]                  |
| 필리핀 | 필리핀                             | 1,513,396              | 26,786                 | 1,439,049              | [ 5 ]                  |
| 이라크 | 이라크                             | 1,510,517              | 17,951                 | 1,372,158              | [ 5 ]                  |
| 캐나다 | 캐나다                             | 1,424,200              | 26,508                 | 1,393,096              | [ 12 ]                 |
| 방글라데시 | 방글라데시                         | 1,128,889              | 18,325                 | 951,340                | [ 5 ]                  |
| 벨기에 | 벨기에                             | 1,107,208              | 25,213                 | –                      | [ 13 ]                 |
| 스웨덴 | 스웨덴                             | 1,095,279              | 14,650                 | –                      | [ 5 ]                  |
| 루마니아 | 루마니아                           | 1,081,773              | 34,258                 | 1,046,881              | [ 5 ]                  |
| 파키스탄 | 파키스탄                           | 993,872                | 22,848                 | 921,095                | [ 14 ]                 |
| 말레이시아 | 말레이시아                         | 939,899                | 7,241                  | 798,955                | [ 5 ]                  |
| 포르투갈 | 포르투갈                           | 935,246                | 17,219                 | 867,540                | [ 15 ]                 |
| 이스라엘 | 이스라엘                           | 854,163                | 6,452                  | 839,337                | [ 5 ]                  |
| 일본 | 일본                               | 844,014                | 15,060                 | 801,337                | [ 5 ]                  |
| 헝가리 | 헝가리                             | 808,889                | 30,019                 | 743,449                | [ 5 ]                  |
| 요르단 | 요르단                             | 762,420                | 9,916                  | 744,265                | [ 5 ]                  |
| 세르비아 | 세르비아                           | 719,006                | 7,088                  | –                      | [ 16 ]                 |
| 스위스 | 스위스                             | 709,536                | 10,379                 | 317,600                | [ 5 ]                  |
| 네팔 | 네팔                               | 668,751                | 9,582                  | 633,332                | [ 5 ]                  |
| 아랍에미리트 | 아랍에미리트                       | 664,027                | 1,904                  | 641,750                | [ 5 ]                  |
| 오스트리아 | 오스트리아                         | 654,314                | 10,729                 | 639,831                | [ 17 ]                 |
| 모로코 | 모로코                             | 562,416                | 9,486                  | 534,814                | [ 5 ]                  |
| 튀니지 | 튀니지                             | 554,911                | 17,821                 | 443,979                | [ 5 ]                  |
| 레바논 | 레바논                             | 551,789                | 7,887                  | 535,485                | [ 5 ]                  |
| 사우디아라비아 | 사우디아라비아                     | 512,142                | 8,103                  | 493,240                | [ 5 ]                  |
| 카자흐스탄 | 카자흐스탄                         | 499,111                | 5,062                  | 433,994                | [ 18 ]                 |
| 에콰도르 | 에콰도르                           | 476,312                | 21,958                 | 443,883                | [ 5 ]                  |
| 그리스 | 그리스                             | 463,473                | 12,843                 | –                      | [ 5 ]                  |
| 볼리비아 | 볼리비아                           | 463,125                | 17,475                 | 392,548                | [ 5 ]                  |
| 파라과이 | 파라과이                           | 445,565                | 14,340                 | 404,947                | [ 5 ]                  |
| 태국 | 태국                               | 439,477                | 3,610                  | 304,456                | [ 5 ]                  |
| 벨라루스 | 벨라루스                           | 435,620                | 3,344                  | 429,257                | [ 5 ]                  |
| 파나마 | 파나마                             | 423,366                | 6,710                  | 403,208                | [ 5 ]                  |
| 불가리아 | 불가리아                           | 423,223                | 18,184                 | 397,648                | [ 5 ]                  |
| 코스타리카 | 코스타리카                         | 394,135                | 4,915                  | 318,436                | [ 5 ]                  |
| 슬로바키아 | 슬로바키아                         | 392,139                | 12,531                 | –                      | [ 19 ]                 |
| 조지아 | 조지아                             | 390,945                | 5,592                  | 367,130                | [ 20 ]                 |
| 쿠웨이트 | 쿠웨이트                           | 387,912                | 2,247                  | 369,737                | [ 5 ]                  |
| 우루과이 | 우루과이                           | 379,376                | 5,896                  | 369,652                | [ 5 ]                  |
| 크로아티아 | 크로아티아                         | 361,759                | 8,243                  | 352,777                | [ 21 ]                 |
| 아제르바이잔 | 아제르바이잔                       | 338,837                | 4,994                  | 331,429                | [ 5 ]                  |
| 도미니카 공화국 | 도미니카 공화국                    | 337,975                | 3,928                  | 280,645                | [ 5 ]                  |
| 과테말라 | 과테말라                           | 334,375                | 9,927                  | 293,208                | [ 5 ]                  |
| 팔레스타인 | 팔레스타인                         | 315,761                | 3,589                  | 310,601                | [ 5 ]                  |
| 덴마크 | 덴마크                             | 307,764                | 2,542                  | 293,906                | [ 5 ]                  |
| 쿠바 | 쿠바                               | 294,449                | 2,019                  | 256,757                | [ 5 ]                  |
| 베네수엘라 | 베네수엘라                         | 293,866                | 3,392                  | 276,952                | [ 5 ]                  |
| 오만 | 오만                               | 289,042                | 3,498                  | 263,752                | [ 5 ]                  |
| 스리랑카 | 스리랑카                           | 287,973                | 3,870                  | 262,828                | [ 22 ]                 |
| 아일랜드 | 아일랜드                           | 286,691                | 5,018                  | –                      | [ 23 ]                 |
| 이집트 | 이집트                             | 283,762                | 16,452                 | 224,299                | [ 5 ]                  |
| 온두라스 | 온두라스                           | 281,604                | 7,482                  | 96,098                 | [ 5 ]                  |
| 리투아니아 | 리투아니아                         | 279,914                | 4,404                  | 268,382                | [ 5 ]                  |
| 에티오피아 | 에티오피아                         | 277,780                | 4,357                  | 262,457                | [ 5 ]                  |
| 바레인 | 바레인                             | 267,949                | 1,380                  | 265,759                | [ 24 ]                 |
| 슬로베니아 | 슬로베니아                         | 258,190                | 4,425                  | –                      | [ 5 ]                  |
| 몰도바 | 몰도바                             | 258,096                | 6,229                  | 251,033                | [ 5 ]                  |
| 미얀마 | 미얀마                             | 240,570                | 5,567                  | 167,171                | [ 5 ]                  |
| 아르메니아 | 아르메니아                         | 227,716                | 4,572                  | 218,529                | [ 5 ]                  |
| 리비아 | 리비아                             | 226,701                | 3,309                  | 184,476                | [ 5 ]                  |
| 카타르 | 카타르                             | 224,510                | 599                    | 222,362                | [ 5 ]                  |
| 보스니아 헤르체고비나 | 보스니아 헤르체고비나              | 205,340                | 9,669                  | 188,019                | [ 5 ]                  |
| 케냐 | 케냐                               | 193,807                | 3,800                  | 183,211                | [ 5 ]                  |
| 잠비아 | 잠비아                             | 187,602                | 3,138                  | 174,728                | [ 5 ]                  |
| 대한민국 | 대한민국                           | 180,481                | 2,059                  | 160,347                | [ 25 ]                 |
| 나이지리아 | 나이지리아                         | 169,884                | 2,128                  | 164,743                | [ 5 ]                  |
| 북마케도니아 | 북마케도니아                       | 155,951                | 5,488                  | 150,237                | [ 5 ]                  |
| 알제리 | 알제리                             | 154,486                | 3,956                  | 106,337                | [ 5 ]                  |
| 키르기스스탄 | 키르기스스탄                       | 151,607                | 2,196                  | 127,692                | [ 5 ]                  |
| 몽골 | 몽골                               | 149,733                | 745                    | 137,602                | [ 5 ]                  |
| 아프가니스탄 | 아프가니스탄                       | 142,762                | 6,293                  | 90,107                 | [ 5 ]                  |
| 라트비아 | 라트비아                           | 138,238                | 2,548                  | 135,168                | [ 5 ]                  |
| 노르웨이 | 노르웨이                           | 134,780                | 796                    | 88,952                 | [ 5 ]                  |
| 알바니아 | 알바니아                           | 132,740                | 2,456                  | 130,086                | [ 26 ]                 |
| 에스토니아 | 에스토니아                         | 131,963                | 1,271                  | 128,177                | [ 27 ]                 |
| 푸에르토리코 | 푸에르토리코                       | 124,318                | 2,562                  | –                      | [ 5 ]                  |
| 우즈베키스탄 | 우즈베키스탄                       | 119,973                | 801                    | 114,865                | [ 5 ]                  |
| 나미비아 | 나미비아                           | 113,438                | 2,557                  | 89,010                 | [ 5 ]                  |
| 코소보 | 코소보                             | 107,749                | 2,258                  | 105,325                | [ 28 ]                 |
| 모잠비크 | 모잠비크                           | 102,009                | 1,158                  | 78,337                 | [ 5 ]                  |
| 핀란드 | 핀란드                             | 100,773                | 978                    | 31,000                 | [ 5 ]                  |
| 몬테네그로 | 몬테네그로                         | 100,755                | 1,623                  | 98,686                 | [ 5 ]                  |
| 가나 | 가나                               | 99,160                 | 815                    | 95,221                 | [ 5 ]                  |
| 중국 | 중국                               | 92,342                 | 4,636                  | 87,098                 | [ 5 ]                  |
| 키프로스 | 키프로스                           | 92,166                 | 391                    | –                      | [ 5 ]                  |
| 우간다 | 우간다                             | 90,910                 | 2,412                  | 69,377                 | [ 5 ]                  |
| 짐바브웨 | 짐바브웨                           | 85,732                 | 2,697                  | 55,714                 | [ 5 ]                  |
| 엘살바도르 | 엘살바도르                         | 82,852                 | 2,508                  | 75,136                 | [ 5 ]                  |
| 카메룬 | 카메룬                             | 81,467                 | 1,330                  | 57,008                 | [ 5 ]                  |
| 몰디브 | 몰디브                             | 76,188                 | 217                    | 73,340                 | [ 5 ]                  |
| 보츠와나 | 보츠와나                           | 73,997                 | 1,188                  | 68,069                 | [ 5 ]                  |
| 룩셈부르크 | 룩셈부르크                         | 73,074                 | 821                    | 70,675                 | [ 5 ]                  |
| 캄보디아 | 캄보디아                           | 68,796                 | 1,149                  | 61,039                 | [ 5 ]                  |
| 싱가포르 | 싱가포르                           | 63,440                 | 36                     | 62,543                 | [ 5 ]                  |
| 르완다 | 르완다                             | 59,141                 | 677                    | 41,951                 | [ 5 ]                  |
| 베트남 | 베트남                             | 57,566                 | 245                    | 11,047                 | [ 5 ]                  |
| 세네갈 | 세네갈                             | 53,573                 | 1,236                  | 43,802                 | [ 5 ]                  |
| 자메이카 | 자메이카                           | 51,282                 | 1,158                  | 46,724                 | [ 5 ]                  |
| 트란스니스트리아 | 트란스니스트리아                   | 50,395                 | 1,241                  | 48,872                 | [ 5 ]                  |
| 코트디부아르 | 코트디부아르                       | 49,219                 | 322                    | 48,493                 | [ 5 ]                  |
| 콩고 민주 공화국 | 콩고 민주 공화국                   | 46,724                 | 1,018                  | 29,205                 | [ 5 ]                  |
| 도네츠크 인민공화국 | 도네츠크 인민공화국                | 45,599                 | 3,455                  | 39,279                 | [ 5 ]                  |
| 말라위 | 말라위                             | 44,684                 | 1,363                  | 35,203                 | [ 5 ]                  |
| 마다가스카르 | 마다가스카르                       | 42,608                 | 941                    | 40,450                 | [ 5 ]                  |
| 앙골라 | 앙골라                             | 41,061                 | 970                    | 34,857                 | [ 5 ]                  |
| 수단 | 수단                               | 37,138                 | 2,776                  | 30,867                 | [ 5 ]                  |
| 트리니다드 토바고 | 트리니다드 토바고                  | 36,354                 | 1,000                  | 29,663                 | [ 5 ]                  |
| 카보베르데 | 카보베르데                         | 33,356                 | 295                    | 32,525                 | [ 5 ]                  |
| 몰타 | 몰타                               | 32,833                 | 420                    | 30,236                 | [ 5 ]                  |
| 오스트레일리아 | 오스트레일리아                     | 32,129                 | 915                    | –                      | [ 29 ]                 |
| 시리아 | 시리아                             | 25,814                 | 1,902                  | 21,901                 | [ 5 ]                  |
| 가봉 | 가봉                               | 25,283                 | 163                    | 25,005                 | [ 5 ]                  |
| 기니 | 기니                               | 24,711                 | 190                    | 23,610                 | [ 5 ]                  |
| 수리남 | 수리남                             | 24,435                 | 620                    | 20,581                 | [ 5 ]                  |
| 모리타니 | 모리타니                           | 22,753                 | 511                    | 20,802                 | [ 5 ]                  |
| 가이아나 | 가이아나                           | 21,668                 | 514                    | 19,993                 | [ 5 ]                  |
| 에스와티니 | 에스와티니                         | 21,496                 | 727                    | 19,086                 | [ 5 ]                  |
| 압하지야 | 압하지야                           | 20,159                 | 282                    | 16,367                 | [ 5 ]                  |
| 아이티 | 아이티                             | 19,563                 | 510                    | 13,082                 | [ 5 ]                  |
| 피지 | 피지                               | 19,352                 | 125                    | 4,233                  | [ 5 ]                  |
| 프랑스령 폴리네시아 | 프랑스령 폴리네시아                | 19,163                 | 144                    | 18,658                 | [ 5 ]                  |
| 세이셸 | 세이셸                             | 17,541                 | 86                     | 16,814                 | [ 5 ]                  |
| 파푸아뉴기니 | 파푸아뉴기니                       | 17,467                 | 187                    | 17,146                 | [ 5 ]                  |
| 대만 | 대만                               | 15,453                 | 773                    | –                      | [ 5 ]                  |
| 소말리아 | 소말리아                           | 15,085                 | 781                    | 7,268                  | [ 5 ]                  |
| 토고 | 토고                               | 14,769                 | 140                    | 13,895                 | [ 5 ]                  |
| 말리 | 말리                               | 14,522                 | 530                    | 12,376                 | [ 5 ]                  |
| 안도라 | 안도라                             | 14,379                 | 127                    | 13,930                 | [ 5 ]                  |
| 타지키스탄 | 타지키스탄                         | 14,228                 | 114                    | 13,801                 | [ 5 ]                  |
| 벨리즈 | 벨리즈                             | 13,816                 | 332                    | 13,117                 | [ 5 ]                  |
| 바하마 | 바하마                             | 13,604                 | 274                    | 12,112                 | [ 5 ]                  |
| 부르키나파소 | 부르키나파소                       | 13,536                 | 169                    | 13,350                 | [ 5 ]                  |
| 콩고 공화국 | 콩고 공화국                        | 13,050                 | 176                    | 8,208                  | [ 5 ]                  |
| 퀴라소 | 퀴라소                             | 12,883                 | 126                    | 12,261                 | [ 5 ]                  |
| 레소토 | 레소토                             | 12,398                 | 339                    | 6,601                  | [ 5 ]                  |
| 홍콩 | 홍콩                               | 11,966                 | 212                    | 11,720                 | [ 30 ]                 |
| 지부티 | 지부티                             | 11,627                 | 155                    | 11,461                 | [ 5 ]                  |
| 아루바 | 아루바                             | 11,257                 | 109                    | 11,051                 | [ 5 ]                  |
| 남수단 | 남수단                             | 10,759                 | 115                    | 10,514                 | [ 31 ]                 |
| 북키프로스 | 북키프로스                         | 9,980                  | 36                     | 8,675                  | [ 5 ]                  |
| 동티모르 | 동티모르                           | 9,906                  | 25                     | 8,980                  | [ 5 ]                  |
| 니카라과 | 니카라과                           | 8,948                  | 193                    | –                      | [ 5 ]                  |
| 적도 기니 | 적도 기니                          | 8,848                  | 123                    | 8,591                  | [ 5 ]                  |
| 괌 | 괌                                 | 8,486                  | 143                    | 8,288                  | [ 5 ]                  |
| 베냉 | 베냉                               | 8,244                  | 107                    | 8,081                  | [ 5 ]                  |
| 중앙아프리카 공화국 | 중앙아프리카 공화국                | 7,147                  | 98                     | 5,112                  | [ 5 ]                  |
| 예멘 | 예멘                               | 6,992                  | 1,371                  | 4,162                  | [ 5 ]                  |
| 저지섬 | 저지섬                             | 6,862                  | 69                     | 3,798                  | [ 32 ]                 |
| 아이슬란드 | 아이슬란드                         | 6,832                  | 30                     | 6,639                  | [ 33 ]                 |
| 감비아 | 감비아                             | 6,620                  | 190                    | 6,015                  | [ 5 ]                  |
| 에리트레아 | 에리트레아                         | 6,450                  | 32                     | 6,158                  | [ 5 ]                  |
| 시에라리온 | 시에라리온                         | 6,198                  | 116                    | 4,144                  | [ 5 ]                  |
| 부룬디 | 부룬디                             | 5,942                  | 8                      | 773                    | [ 5 ]                  |
| 루간스크 인민공화국 | 루간스크 인민공화국                | 5,855                  | 523                    | 4,794                  | [ 5 ]                  |
| 니제르 | 니제르                             | 5,594                  | 194                    | 5,287                  | [ 34 ]                 |
| 세인트루시아 | 세인트루시아                       | 5,484                  | 87                     | 5,295                  | [ 5 ]                  |
| 라이베리아 | 라이베리아                         | 5,396                  | 148                    | 2,715                  | [ 5 ]                  |
| 산마리노 | 산마리노                           | 5,099                  | 90                     | 5,002                  | [ 35 ]                 |
| 차드 | 차드                               | 4,964                  | 174                    | 4,778                  | [ 5 ]                  |
| 지브롤터 | 지브롤터                           | 4,671                  | 94                     | 4,302                  | [ 5 ]                  |
| 소말릴란드 | 소말릴란드                         | 4,608                  | 311                    | 3,899                  | [ 5 ]                  |
| 바베이도스 | 바베이도스                         | 4,292                  | 48                     | 4,070                  | [ 5 ]                  |
| | 버진 아일랜드                      | 4,215                  | 32                     | 4,027                  | [ 5 ]                  |
| 기니비사우 | 기니비사우                         | 4,052                  | 73                     | 3,606                  | [ 5 ]                  |
| 코모로 | 코모로                             | 4,011                  | 147                    | 3,844                  | [ 5 ]                  |
| 남오세티야 | 남오세티야                         | 3,882                  | 60                     | 3,511                  | [ 5 ]                  |
| 라오스 | 라오스                             | 3,710                  | 5                      | 2,483                  | [ 5 ]                  |
| 리히텐슈타인 | 리히텐슈타인                       | 3,069                  | 59                     | 2,994                  | [ 5 ]                  |
| 아르차흐 공화국 | 아르차흐 공화국                    | 2,925                  | 31                     | 337                    | [ 5 ]                  |
| 맨섬 | 맨섬                               | 2,756                  | 29                     | 1,623                  | [ 36 ]                 |
| 모나코 | 모나코                             | 2,717                  | 33                     | 2,587                  | [ 5 ]                  |
| 신트마르턴 | 신트마르턴                         | 2,677                  | 34                     | 2,607                  | [ 5 ]                  |
| 모리셔스 | 모리셔스                           | 2,569                  | 19                     | 1,854                  | [ 5 ]                  |
| 버뮤다 | 버뮤다                             | 2,530                  | 33                     | 2,482                  | [ 5 ]                  |
| 뉴질랜드 | 뉴질랜드                           | 2,466                  | 26                     | 2,389                  | [ 5 ]                  |
| 터크스 케이커스 제도 | 터크스 케이커스 제도               | 2,455                  | 18                     | 2,400                  | [ 5 ]                  |
| 부탄 | 부탄                               | 2,455                  | 2                      | 2,125                  | [ 5 ]                  |
| 상투메 프린시페 | 상투메 프린시페                    | 2,410                  | 37                     | 2,339                  | [ 5 ]                  |
| 세인트빈센트 그레나딘 | 세인트빈센트 그레나딘              | 2,263                  | 12                     | 2,197                  | [ 5 ]                  |
| 영국령 버진아일랜드 | 영국령 버진아일랜드                | 2,024                  | 17                     | 420                    | [ 5 ]                  |
| 보네르섬 | 보네르섬                           | 1,659                  | 17                     | 1,623                  | [ 5 ]                  |
| 앤티가 바부다 | 앤티가 바부다                      | 1,275                  | 42                     | 1,225                  | [ 5 ]                  |
| | USS 시어도어 루스벨트              | 1,102                  | 1                      | 751                    | [ 5 ]                  |
| | 샤를 드 골                         | 1,081                  | 0                      | 0                      | [ 5 ]                  |
| 페로 제도 | 페로 제도                          | 941                    | 1                      | 841                    | [ 5 ]                  |
| 건지섬 | 건지섬                             | 904                    | 15                     | 842                    | [ 5 ]                  |
| 사하라 아랍 민주 공화국 | 사하라 아랍 민주 공화국            | 732                    | 42                     | 649                    | [ 5 ]                  |
| | 다이아몬드 프린세스                | 712                    | 14                     | 698                    | [ 37 ]                 |
| | 케이맨 제도                        | 627                    | 2                      | 618                    | [ 5 ]                  |
| 세인트키츠 네비스 | 세인트키츠 네비스                  | 554                    | 3                      | 500                    | [ 5 ]                  |
| 왈리스 푸투나 | 왈리스 푸투나                      | 445                    | 7                      | 438                    | [ 5 ]                  |
| 브루나이 | 브루나이                           | 305                    | 3                      | 261                    | [ 5 ]                  |
| 도미니카 연방 | 도미니카 연방                      | 206                    | 0                      | 195                    | [ 5 ]                  |
| 북마리아나 제도 | 북마리아나 제도                    | 188                    | 2                      | 32                     | [ 5 ]                  |
| 그레나다 | 그레나다                           | 161                    | 1                      | 160                    | [ 5 ]                  |
| | 코스타 아틀란티카                  | 148                    | 0                      | 148                    | [ 5 ]                  |
| 누벨칼레도니 | 누벨칼레도니                       | 129                    | 0                      | 30                     | [ 5 ]                  |
| | 그레그 모티머                      | 128                    | 1                      | –                      | [ 5 ]                  |
| 앵귈라 | 앵귈라                             | 113                    | 0                      | 111                    | [ 5 ]                  |
| 그린란드 | 그린란드                           | 83                     | 0                      | 53                     | [ 5 ]                  |
| 포클랜드 제도 | 포클랜드 제도                      | 63                     | 0                      | 63                     | [ 5 ]                  |
| 남극 | 남극                               | 58                     | 0                      | 0                      | [ 5 ]                  |
| 마카오 | 마카오                             | 55                     | 0                      | 53                     | [ 5 ]                  |
| 바티칸 시국 | 바티칸 시국                        | 29                     | 0                      | 27                     | [ 5 ]                  |
| 생피에르 미클롱 | 생피에르 미클롱                    | 26                     | 0                      | 26                     | [ 38 ]                 |
| 몬트세랫 | 몬트세랫                           | 21                     | 1                      | 18                     | [ 5 ]                  |
| 솔로몬 제도 | 솔로몬 제도                        | 20                     | 0                      | 18                     | [ 5 ]                  |
| | 신트외스타티위스섬                 | 20                     | 0                      | 20                     | [ 5 ]                  |
| | MS 잔담 및 로테르담                | 13                     | 4                      | –                      | [ 5 ]                  |
| | 코럴 프린세스                      | 12                     | 3                      | –                      | [ 5 ]                  |
| | 시드림1                            | 9                      | 0                      | –                      | [ 5 ]                  |
| 세인트헬레나 어센션 트리스탄다쿠냐                                                                                             | 세인트헬레나 어센션 트리스탄다쿠냐 | 8                      | 0                      | 7                      | [ 5 ]                  |
| | HNLMS 돌페인                       | 8                      | 0                      | 8                      | [ 5 ]                  |
| 사바섬 | 사바섬                             | 7                      | 0                      | 7                      | [ 5 ]                  |
| 영국령 인도양 지역 | 영국령 인도양 지역                 | 5                      | 0                      | 2                      | [ 5 ]                  |
| 아메리칸사모아 | 아메리칸사모아                     | 4                      | 0                      | 3                      | [ 5 ]                  |
| 마셜 제도 | 마셜 제도                          | 4                      | 0                      | 4                      | [ 5 ]                  |
| 사모아 | 사모아                             | 3                      | 0                      | 1                      | [ 5 ]                  |
| 바누아투 | 바누아투                           | 3                      | 0                      | 3                      | [ 5 ]                  |
| 키리바시 | 키리바시                           | 2                      | 0                      | 0                      | [ 5 ]                  |
| 팔라우 | 팔라우                             | 2                      | 0                      | 2                      | [ 5 ]                  |
| 쿡 제도 | 쿡 제도                            | 1                      | 0                      | 0                      | [ 5 ]                  |
| 미크로네시아 연방 | 미크로네시아 연방                  | 1                      | 0                      | 1                      | [ 5 ]                  |
| 탄자니아 | 탄자니아                           | 0                      | –                      | –                      | [ 5 ]                  |
| 2021년 7월 21일 기준 |                                    |                        |                        |                        |                        |
| 1. 2. 3. 4. 5. 6. 7. 8. 9. 10. 11. 12. 13. 14. 15. 16. 17. 18. 19. 20. 21. 22. 23. 24. 25. 26. 27. 28. 29. 30. 31. 32. 33. 34. |                                    |                        |                        |                        |                        |

## 대륙별 발생 현황
다음은 각 대륙별 코로나19 범유행의 확산 양상에 대한 개요이다.
코로나19 범유행이 본격화되면서 전세계 각국은 외출제한, 통행금지, 격리조치 등의 정책과 관련 법률 제정, 대피권고 발령, 기타 시민권 제한 및 발병지역 방문 제한 등의 조치를 취하고 있다. 일부 지역에서는 전세계를 대상으로 한 방역조치나 자국민 여행 제한 조치 또한 실시하고 있다.

### 아시아

미발병 국가
의심 국가
확진자 1~49명
확진자 50~99명
확진자 100~499명
확진자 500~999명
확진자 1000~4999명
확진자 5000~9999명
확진자 10000~99999 명
확진자 100000~999999명
확진자 1000000명 이상

아시아는 코로나19 범유행의 첫 발병국인 중화인민공화국이 속한 대륙이기도 하다. 2019년 12월 중화인민공화국 후베이성 우한시에서 첫 확진자가 보고된 이래 일본, 태국, 대한민국 등으로 빠르게 전파되었으며, 2020년 4월 30일 기준으로 아시아 대륙에서 아직까지 코로나19 확진자가 확인되지 않은 국가는 조선민주주의인민공화국과 투르크메니스탄이 유일하여, 이들 두 국가를 제외한 모든 국가가 코로나19 발병국이 되었다. 또한, 조선민주주의인민공화국에서는 투르크메니스탄과 달리 의심환자가 보고되었었다
아시아에서 가장 많은 확진자수를 기록한 국가는 인도, 러시아 (유럽과 걸쳐 있는 국가), 이란, 이라크, 인도네시아 등이다. 초창기에 전파되었던 일본, 한국, 태국, 대만, 베트남 등의 국가는 비교적 빠른 방역 대책으로 확진자 규모가 급격히 증가하진 않았다. 가장 높은 사망자수를 기록한 국가는 인도, 이란, 인도네시아, 이라크, 터키 등이 있으며, 이들 국가 모두 사망자수만 15만 명을 넘겼다. 다만 공식 통계에 집계된 것보다 실제 사망자수가 훨씬 많은 국가가 적지 않을 것으로 추정되고 있다.

### 아프리카

1–99명
100–999명
1000–9999명
10000–99999명
10만 명 이상

아프리카는 코로나19 범유행의 영향에 들어간 네번째 대륙으로, 2020년 2월 14일 이집트에서 아프리카 최초 발병사례가 보고되었다. 사하라 이남 아프리카 국가 중에서는 2월 말 나이지리아에서 처음으로 확진자가 보고되었다. 이후 코로나19는 석달 간 아프리카 전 대륙을 통틀어 각국에 전파되었으며, 5월 13일 레소토의 발병사례 보고를 마지막으로 아프리카 내 미발병국은 단 한 곳도 남지 않게 되었다. 아프리카 각국의 발병사례 중에서 국외에서 유입된 경우, 첫 발병국인 중화인민공화국보다는 유럽 국가와 미국에서 넘어온 유형이 대부분인 것으로 조사되었다. 5월 26일에는 바이러스 검사 수용력이 한계에 다다랐음을 감안하고도, 대다수 아프리카 국가에서 지역사회 간 전파 단계에 돌입한 것으로 관측되었다. 특히 아프리카 국가들의 보건체계가 아직 미비한 상태임을 감안하면, 실제로 보고되지 않은 발병사례가 만연해 있을 가능성이 높은 것으로 보고 있다.
전문가들이 아프리카 내 코로나19 유행을 우려하는 이유는 대다수 국가들이 의료장비 부족, 예산 부족, 전문 의료진의 육성 부재, 비효율적인 정보공유 체계 등으로 코로나19에 적극 대응할 환경을 제대로 갖추지 못했기 때문이다. 이 때문에 아프리카 내에서 코로나19의 확산을 통제하기가 쉽지 않은 것은 물론, 대대적인 유행에 따른 경제적 악영향을 고스란히 겪을 수 있다는 심각한 관측이 제기되었다. 코로나19 환자 치료에 필수적인 장비인 인공호흡기 보급도 저조한 상황인데, 2020년 4월 기준으로 인공호흡기를 보급한 국가는 41개국 뿐이며 그 수도 2,000여개에 불과하고, 남은 10개국은 아예 보급된 적이 없는 것으로 조사됐다. 코로나 예방을 위한 기초물자에 속하는 비누나 깨끗한 물의 보급 역시 아프리카 일부 국가에서는 여의치 않은 실정이다.

### 유럽

인구 10만 명당 코로나19 확진자수 현황도

유럽은 코로나19 범유행의 영향권에 들어간 두번째 대륙으로, 2020년 2월 24일 프랑스에서 최초 감염사례가 보고되었다. 이후 독일, 영국, 이탈리아, 스페인 등 유럽 주요국으로 퍼져나가며 급속한 확산세를 보였다. 3월 13일에는 코로나19의 첫 발병국인 중화인민공화국보다 더 많은 신규 확진자수를 기록하였고, 세계보건기구는 코로나19 범유행의 새로운 중심지로 간주하기 시작했다. 이 시기 유럽 각국의 확진자수는 사나흘마다 2배씩 급증하였으며, 초창기에 전파된 국가들의 경우 이틀마다 확진자수가 두 배가 되는 급격한 확산세를 보였다. 2020년 3월 17일에는 몬테네그로에서의 첫 발병사례 보고를 마지막으로 유럽 내에서 코로나19가 전파되지 않은 국가는 남아있지 않게 되었다. 이와 더불어 바티칸 시국을 제외하면 유럽 내 모든 국가에서 코로나19에 의한 사망자가 발생한 것으로 조사됐다.
3월 들어 유럽 각국 정부는 외출금지를 비롯한 강력한 봉쇄 조치를 취했으며, 이에 따른 국민이 250만 명이 넘는 것으로 집계됐다. 자유권 침해라는 논란과 심각한 규모의 사상자에도 불구하고 유럽의 확산세는 점차 누그러드는 기미를 보여, 5월 24일에는 몬테네그로가 유럽 내에서 처음으로 실질 확진자가 없는 국가로 기록되기도 했다.
하지만 2020년 말에 들어서 봉쇄령이 완화됨에 따라 2차 전파에 접어드는 추세다. 10월 말부터 프랑스, 독일, 영국 정부는 다시 급증하는 확산세를 우려하여 2차 봉쇄령을 발령하였다. 11월 초에는 영국과 프랑스의 하루 신규 확진자가 5만 명에 달했으며, 유럽 전체 사망자수는 30만 명을 돌파하였다.